# Could You Be Loved
«Could You Be Loved» es una canción del grupo de reggae Bob Marley & The Wailers, la cual fue publicada en 1980 como parte del último álbum Uprising y se incluye en un disco recopilatorio llamado Legend. Fue escrita por Marley en 1979 durante un viaje en avión, mientras que el resto de la banda estaba experimentando con la guitarra. Es considerada por muchos fanes del reggae como una influencia de la música disco, haciendo su estilo muy similar al dance hall.
En el medio de la canción, cantantes de fondo interpretan un verso del primer sencillo de Bob Marley titulado "Judge Not": "The road of life is rocky; And you may stumble too. So while you point a finger, someone else is judging you" (en español: El camino de la vida es rocoso; y puedes tropezar también. Así que mientras señalas con el dedo, alguien más te está juzgando).
Los instrumentos utilizados en la versión original de esta canción son las guitarras, bajo, batería, piano acústico, el clavicordio Hohner y un órgano, así como el brasileño cuica.

## Otras versiones
- Esta canción fue versionada por la banda Toto, y aparece en su álbum tributo a sus artistas favoritos Through the Looking Glass en 2002, lanzándolo después como sencillo.
- 3 años después de ser lanzada, el conjunto Tacoy Ryde (JATO) le hizo un cover que aparece en el álbum Pinewood Sessions.
- La banda de cumbia argentina Los del Fuego hicieron un cover traducido al español titulado "Si quieres mi amor".

## Apariciones en otros medios
La canción de Marley fue tocada justo después de la Final de la Copa Mundial de Fútbol 2010.
También aparece para bailarse en Just Dance 2014
Además, fue incorporada en varias películas, tales como:
- La comedia de 1990 I Love You Death protagonizada por Tracy Ullman y Kevin Kline.
- La película de 1998 How Stella Got Her Groove Back protagonizada por Angela Bassett y Taye Diggs.
- La película de 2002 Blue Crush protagonizada por Kate Brosworth y Michelle Rodriguez.
- La comedia romántica de 2004 50 First Dates protagonizada por Adam Sandler y Drew Barrymore.
- La película europea de 2006 Catch a Fire, llamada así por el álbum de 1973 del mismo nombre.
- La película de 2008 Fool's Gold protagonizada por Matthew McConaughey y Kate Hudson.
- El documental de 2010 Fire in Babylon sobre el récord del Equipo de críquet de Indias Occidentales entre los años 1970 y 1980.
- El Campeón de peso semipesado Jon Jones utilizó esta canción para su música huelga en el UFC.
- Rihanna, Bruno Mars, Sting, Damian Marley, Ziggy Marley cantó esa canción en los Premios Grammy de 2013 en un tributo a Bob Marley.

## Lista de pistas
Sencillo de 7"
1. «Could You Be Loved» - 3:35
2. «One Drop» - 3:50

Sencillo de 7"
1. «Could You Be Loved» - 3:35
2. «No Woman, No Cry» (Live '75) - 3:57

## Posicionamiento
| Lista (1980/1991)                    | Máxima posición |
| ------------------------------------ | --------------- |
| U.S. Billboard Hot Dance Club Play   | 6               |
| U.S. Billboard Hot R&B/Hip-Hop Songs | 56              |
| UK Singles Chart                     | 5               |
| German Singles Chart                 | 13              |
| Swiss Singles Chart                  | 2               |
| Dutch Top 40                         | 4               |
| French Singles Chart                 | 46              |
| Swedish Singles Chart                | 11              |
| Norwegian Singles Chart              | 10              |
| New Zealand Singles Chart            | 2               |